# L'approdo
L'approdo è stato uno dei più longevi e noti programmi culturali della televisione italiana. Si ispirava alla trasmissione radiofonica omonima che, ideata da Adriano Seroni e Leone Piccioni, era andata in onda dagli studi RAI di Firenze dalla fine del 1944 alla metà degli anni '50. La prima puntata, con il sottotitolo "settimanale di lettere e arti", andò in onda sul Programma Nazionale sabato 2 febbraio 1963, alle ore 22.20, mentre l'ultima fu trasmessa sul Secondo Programma, alle ore 22, il 28 dicembre 1972.

## Il programma
Precursore di questo programma fu Arti e scienze, che andò in onda per 188 puntate fino all'inizio del 1963 e che, dal n. 122, fu curata da Silvano Giannelli, Carlo Mazzarella ed Emilio Ravel. L'approdo – che si avvaleva di un comitato direttivo composto da eminenti personalità del mondo culturale dell'epoca (fra gli altri: Riccardo Bacchelli, Carlo Bo, Emilio Cecchi, Roberto Longhi, Giuseppe Ungaretti) – era realizzato da un gruppo di redattori suddivisi per materia (Luigi Silori per i libri, Giulio Cattaneo per i dibattiti, Silvano Giannelli per le arti figurative, Guido Turchi per la musica, Mario Cimmaghi per il teatro), coordinati da Leone Piccioni. La trasmissione fu condotta per le prime quattro edizioni da Edmonda Aldini, attrice teatrale colta e raffinata. In seguito, al posto della Aldini fu chiamato Giancarlo Sbragia.